# 大阪府幼稚園一覧
大阪府幼稚園一覧（おおさかふようちえんいちらん）は、大阪府の幼稚園の一覧。廃止された幼稚園については大阪府幼稚園の廃園一覧を参照。

## 国立幼稚園
- 大阪教育大学附属幼稚園

## 公立幼稚園

### 大阪市

#### 都島区
- 大阪市立桜宮幼稚園

#### 福島区
- 大阪市立西野田幼稚園
- 大阪市立貫江田幼稚園
- 大阪市立海老江西幼稚園

#### 此花区
- 大阪市立伝法幼稚園

#### 西区
- 大阪市立九条幼稚園
- 大阪市立靱幼稚園
- 大阪市立日吉幼稚園
- 大阪市立西船場幼稚園
- 大阪市立堀江幼稚園（閉園）

#### 港区
- 大阪市立三先幼稚園

#### 大正区
- 大阪市立三軒家西幼稚園
- 大阪市立泉尾幼稚園

#### 天王寺区
- 大阪市立五条幼稚園
- 大阪市立真田山幼稚園
- 大阪市立味原幼稚園
- 大阪市立大江幼稚園
- 大阪市立生魂幼稚園

#### 浪速区
- 大阪市立日東幼稚園
- 大阪市立立葉幼稚園
- 大阪市立日本橋小学校付属幼稚園

#### 西淀川区
- 大阪市立姫島幼稚園
- 大阪市立野里幼稚園
- 大阪市立大和田幼稚園

#### 東成区
- 大阪市立今里幼稚園
- 大阪市立東小橋幼稚園
- 大阪市立北中道幼稚園
- 大阪市立東中本幼稚園

#### 生野区
- 大阪市立鶴橋幼稚園

#### 旭区
- 大阪市立旭東幼稚園

#### 城東区
- 大阪市立鯰江幼稚園
- 大阪市立城東幼稚園

#### 阿倍野区
- 大阪市立常盤幼稚園

#### 住吉区
- 大阪市立住吉幼稚園
- 大阪市立墨江幼稚園

#### 西成区
- 大阪市立玉出幼稚園
- 大阪市立天下茶屋幼稚園

#### 淀川区
- 大阪市立西中島幼稚園
- 大阪市立田川幼稚園
- 大阪市立新高幼稚園

#### 鶴見区
- 大阪市立榎本幼稚園

#### 住之江区
- 大阪市立粉浜幼稚園

#### 平野区
- 大阪市立長吉幼稚園
- 大阪市立長吉第二幼稚園
- 大阪市立瓜破北幼稚園
- 大阪市立六反幼稚園
- 大阪市立加美北幼稚園

#### 北区
- 大阪市立菅南幼稚園
- 大阪市立滝川幼稚園
- 大阪市立堀川幼稚園
- 大阪市立中大淀幼稚園

#### 中央区
- 大阪市立愛珠幼稚園
- 大阪市立銅座幼稚園
- 大阪市立玉造幼稚園
- 大阪市立中大江幼稚園
- 大阪市立桃園幼稚園
- 大阪市立南幼稚園

### 堺市

#### 堺区
- 堺市立第一幼稚園
- 堺市立三国丘幼稚園

#### 中区
- 堺市立八田荘幼稚園
- 堺市立東陶器幼稚園

#### 東区
- 堺市立白鷺幼稚園
- 堺市立登美丘東幼稚園

#### 西区
- 堺市立鳳幼稚園
- 堺市立津久野幼稚園

#### 北区
- 堺市立百舌鳥幼稚園
- 堺市立北八下幼稚園

#### 美原区
- 堺市立みはら大地幼稚園

### 岸和田市
- 岸和田市立旭幼稚園
- 岸和田市立大芝幼稚園
- 岸和田市立太田幼稚園
- 岸和田市立大宮幼稚園
- 岸和田市立岸城幼稚園
- 岸和田市立光明幼稚園
- 岸和田市立修斉幼稚園
- 岸和田市立城東幼稚園
- 岸和田市立城北幼稚園
- 岸和田市立新条幼稚園
- 岸和田市立朝陽幼稚園
- 岸和田市立天神山幼稚園
- 岸和田市立東光幼稚園
- 岸和田市立常盤幼稚園
- 岸和田市立浜幼稚園
- 岸和田市立春木幼稚園
- 岸和田市立東葛城幼稚園
- 岸和田市立八木幼稚園
- 岸和田市立八木北幼稚園
- 岸和田市立八木南幼稚園
- 岸和田市立山直北幼稚園
- 岸和田市立山直南幼稚園
- 岸和田市立山滝幼稚園

### 豊中市
- 豊中市立ゆたか幼稚園
- 豊中市立てしま幼稚園
- 豊中市立とねやま幼稚園
- 豊中市立しんでん幼稚園
- 豊中市立てらうち幼稚園
- 豊中市立のばたけ幼稚園

### 池田市
- 池田市立さくら幼稚園
- 池田市立あおぞら幼稚園
- 池田市立ひかり幼稚園
- 池田市立なかよし幼稚園

### 吹田市

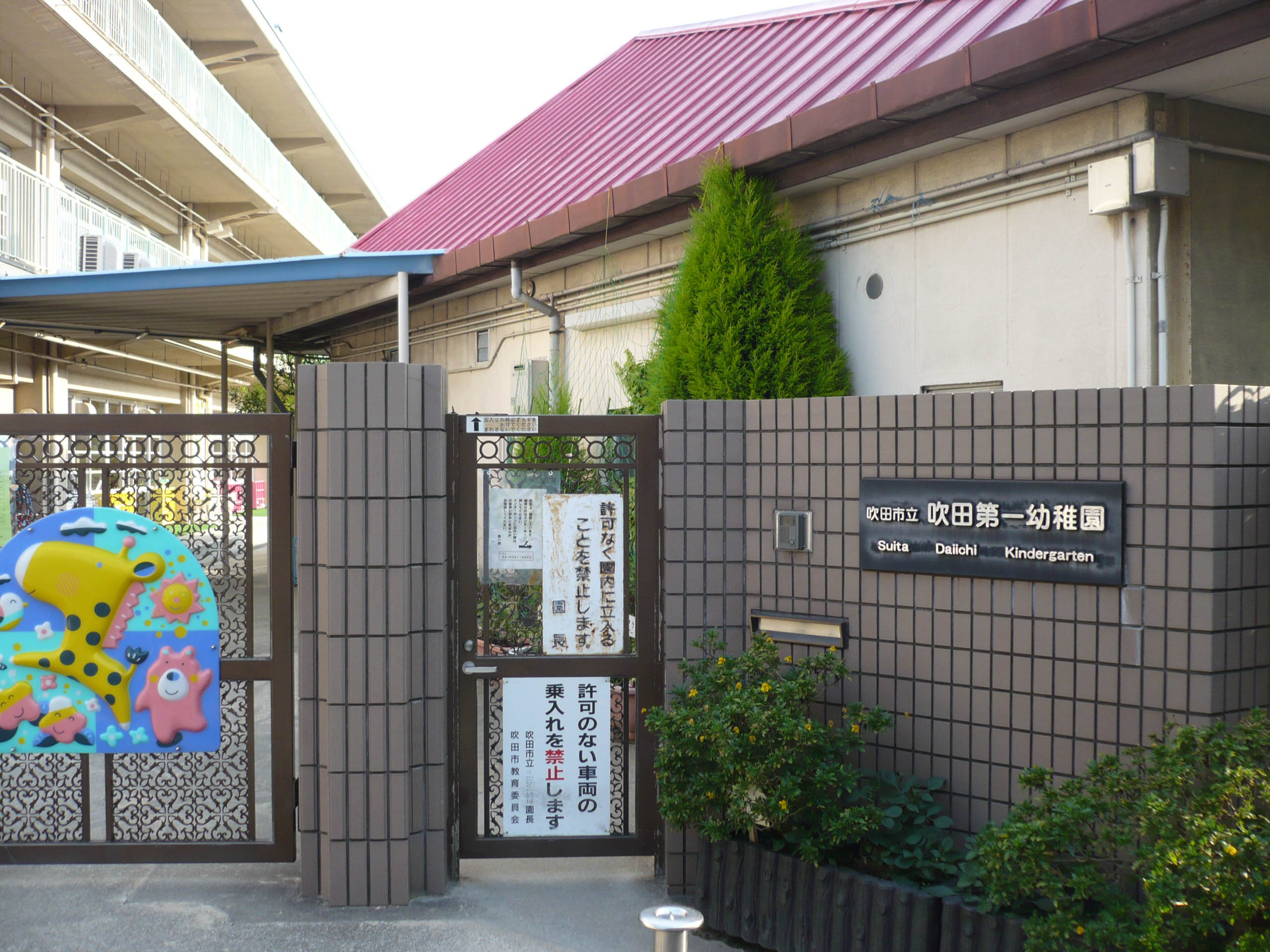
吹田第一幼稚園

- 吹田市立吹田第三幼稚園
- 吹田市立吹田南幼稚園
- 吹田市立東佐井寺幼稚園
- 吹田市立片山幼稚園
- 吹田市立東山田幼稚園
- 吹田市立南山田幼稚園
- 吹田市立古江台幼稚園

### 泉大津市
- 泉大津市立旭幼稚園
- 泉大津市立穴師幼稚園
- 泉大津市立戎認定こども園
- 泉大津市立上條認定こども園
- 泉大津市立楠認定こども園
- 泉大津市立条南幼稚園

### 高槻市
- 高槻市立高槻幼稚園
- 高槻市立芥川幼稚園
- 高槻市立阿武野幼稚園
- 高槻市立富田幼稚園
- 高槻市立南大冠幼稚園
- 高槻市立樫田幼稚園
- 高槻市立芝生幼稚園
- 高槻市立西大冠幼稚園
- 高槻市立玉川幼稚園
- 高槻市立北清水幼稚園
- 高槻市立津之江幼稚園
- 高槻市立郡家幼稚園
- 高槻市立土室幼稚園
- 高槻市立五百住幼稚園
- 高槻市立松原幼稚園

### 貝塚市
- 貝塚市立西幼稚園
- 貝塚市立南幼稚園
- 貝塚市立北幼稚園
- 貝塚市立津田幼稚園
- 貝塚市立木島西幼稚園
- 貝塚市立葛城幼稚園
- 貝塚市立中央幼稚園
- 貝塚市立永寿幼稚園

### 守口市
- 守口市立ふみぞの幼稚園
- 守口市立やくもひがし幼稚園

### 枚方市
- 枚方市立枚方幼稚園
- 枚方市立香里幼稚園
- 枚方市立樟葉幼稚園
- 枚方市立高陵幼稚園
- 枚方市立蹉跎幼稚園
- 枚方市立田口山幼稚園

### 茨木市
- 茨木市立玉島幼稚園
- 茨木市立庄栄幼稚園

### 八尾市
- 八尾市立山本幼稚園
- 八尾市立用和幼稚園
- 八尾市立久宝寺幼稚園
- 八尾市立龍華幼稚園
- 八尾市立安中幼稚園
- 八尾市立高安幼稚園
- 八尾市立曙川幼稚園
- 八尾市立南山本幼稚園
- 八尾市立志紀幼稚園
- 八尾市立高美幼稚園
- 八尾市立長池幼稚園
- 八尾市立東山本幼稚園
- 八尾市立美園幼稚園
- 八尾市立永畑幼稚園
- 八尾市立西山本幼稚園

### 泉佐野市
- 泉佐野市立のぞみ幼稚園
- 泉佐野市立つばさ幼稚園
- 泉佐野市立はるか幼稚園
- 泉佐野市立さくら幼稚園

### 富田林市
- 富田林市立富田林幼稚園
- 富田林市立新堂幼稚園
- 富田林市立喜志幼稚園
- 富田林市立喜志西幼稚園
- 富田林市立大伴幼稚園
- 富田林市立板持幼稚園
- 富田林市立津々山台幼稚園
- 富田林市立錦郡幼稚園
- 富田林市立川西幼稚園
- 富田林市立彼方幼稚園
- 富田林市立青葉丘幼稚園
- 富田林市立伏山台幼稚園

### 寝屋川市
- 寝屋川市立北幼稚園
- 寝屋川市立中央幼稚園
- 寝屋川市立南幼稚園
- 寝屋川市立神田幼稚園
- 寝屋川市立木屋幼稚園
- 寝屋川市立堀溝幼稚園
- 寝屋川市立池田幼稚園
- 寝屋川市立明徳幼稚園
- 寝屋川市立啓明幼稚園

### 河内長野市
- 河内長野市立三日市幼稚園

### 松原市
- 松原市立三宅幼稚園
- 松原市立四つ葉幼稚園

### 大東市
- 大東市立諸福幼稚園
- 大東市立北条幼稚園

### 和泉市
- 和泉市立国府幼稚園
- 和泉市立伯太幼稚園
- 和泉市立幸幼稚園
- 和泉市立北松尾幼稚園
- 和泉市立南松尾幼稚園
- 和泉市立横山幼稚園
- 和泉市立北池田幼稚園

### 箕面市
- 箕面市立かやの幼稚園
- 箕面市立せいなん幼稚園
- 箕面市立とどろみ幼稚園（2011年閉園、代わりにみすず学園森町幼稚園が開園）
- 箕面市立ひがし幼稚園
- 箕面市立なか幼稚園
- 箕面市立とよかわみなみ幼稚園

### 柏原市
- 柏原市立柏原東幼稚園
- 柏原市立堅下幼稚園
- 柏原市立国分幼稚園
- 柏原市立柏原西幼稚園
- 柏原市立堅上幼稚園
- 柏原市立玉手幼稚園
- 柏原市立堅下北幼稚園

### 羽曳野市
- 羽曳野市立古市幼稚園
- 羽曳野市立古市南幼稚園
- 羽曳野市立埴生幼稚園
- 羽曳野市立埴生南幼稚園
- 羽曳野市立丹比幼稚園
- 羽曳野市立西浦幼稚園
- 羽曳野市立西浦東幼稚園
- 羽曳野市立高鷲幼稚園
- 羽曳野市立高鷲南幼稚園
- 羽曳野市立高鷲北幼稚園
- 羽曳野市立羽曳が丘幼稚園
- 羽曳野市立駒ヶ谷幼稚園
- 羽曳野市立白鳥幼稚園
- 羽曳野市立恵我之荘幼稚園

### 門真市
- 門真市立大和田幼稚園

### 摂津市
- 摂津市立せっつ幼稚園
- 摂津市立べふ幼稚園
- 摂津市立とりかい幼稚園

### 高石市
- 高石市立高石幼稚園
- 高石市立羽衣幼稚園
- 高石市立高陽幼稚園
- 高石市立取石幼稚園
- 高石市立北幼稚園
- 高石市立加茂幼稚園

### 藤井寺市
- 藤井寺市立藤井寺幼稚園
- 藤井寺市立藤井寺西幼稚園
- 藤井寺市立藤井寺南幼稚園
  - 藤井寺市立藤井寺南幼稚園野中分園
- 藤井寺市立藤井寺北幼稚園
- 藤井寺市立道明寺幼稚園
- 藤井寺市立道明寺東幼稚園
- 藤井寺市立道明寺南幼稚園

### 東大阪市
- 東大阪市立縄手南幼稚園
- 東大阪市立縄手幼稚園
- 東大阪市立縄手北幼稚園
- 東大阪市立枚岡幼稚園
- 東大阪市立石切幼稚園
- 東大阪市立孔舎衙幼稚園
- 東大阪市立池島幼稚園
- 東大阪市立北宮幼稚園
- 東大阪市立若江幼稚園
- 東大阪市立成和幼稚園
- 東大阪市立英田幼稚園
- 東大阪市立玉串幼稚園
- 東大阪市立岩田幼稚園
- 東大阪市立小阪幼稚園
- 東大阪市立高井田幼稚園
- 東大阪市立意岐部幼稚園
- 東大阪市立弥刀東幼稚園
- 東大阪市立長瀬西幼稚園
- 東大阪市立菱屋西幼稚園

### 泉南市
- 泉南市立一丘幼稚園
- 泉南市立雄信幼稚園
- 泉南市立新家幼稚園
- 泉南市立新家南幼稚園
- 泉南市立信達幼稚園
- 泉南市立樽井幼稚園
- 泉南市立鳴滝幼稚園
- 泉南市立西信達幼稚園
- 泉南市立東幼稚園

### 四條畷市
- 四條畷市立おかやま幼稚園
- 四條畷市立えせび幼稚園

### 交野市
- 交野市立第一幼稚園
- 交野市立第二幼稚園
- 交野市立第三幼稚園

### 大阪狭山市
- 大阪狭山市立東幼稚園
- 大阪狭山市立西幼稚園
- 大阪狭山市立南第二幼稚園
- 大阪狭山市立南第三幼稚園
- 大阪狭山市立半田幼稚園
- 大阪狭山市立山本幼稚園
- 大阪狭山市立東野幼稚園

### 阪南市
- 阪南市立尾崎幼稚園
- 阪南市立福島幼稚園
- 阪南市立西鳥取幼稚園
- 阪南市立はあとり幼稚園
- 阪南市立まい幼稚園
- 阪南市立はつめ幼稚園
- 阪南市立朝日幼稚園
- 阪南市立下荘幼稚園

### 三島郡
- 島本町立第一幼稚園
- 島本町立第二幼稚園

### 豊能郡
- 豊能町立吉川幼稚園
- 豊能町立光風台幼稚園
- 豊能町立東能勢幼稚園
- 豊能町立高山幼稚園

### 泉北郡
- 忠岡町立忠岡幼稚園
- 忠岡町立東忠岡幼稚園

### 泉南郡
- 田尻町立幼稚園

### 南河内郡
- 太子町立幼稚園
- 河南町立かなん幼稚園
- 河南町立河内幼稚園
- 千早赤阪村立こごせ幼稚園

## 私立幼稚園

### 大阪市

#### 都島区
- 育生幼稚園
- 都島中野幼稚園
- 淀川幼稚園
- 高倉幼稚園

#### 福島区
- 下福島幼稚園
- 愛輝幼稚園
- 大開幼稚園
- 福島幼稚園

#### 此花区
- 梅香幼稚園
- 朝日橋幼稚園
- 春日出幼稚園

#### 西区
- あけぼのほりえこども園
- 福音幼稚園
- 川口聖マリア幼稚園

#### 港区
- 文化幼稚園
- みなと幼稚園

#### 大正区
- 昭和幼稚園
- 南恩加島幼稚園
- 鶴町幼稚園
- 昭光幼稚園
- 北恩加島幼稚園

#### 天王寺区
- パドマ幼稚園
- 真生幼稚園
- 大阪芸術大学附属松ヶ鼻幼稚園
- 天王寺幼稚園

#### 浪速区
- 日本橋幼稚園

#### 西淀川区
- 御幣島幼稚園
- 光の園幼稚園
- 佃幼稚園

#### 東淀川区
- 顕信幼稚園
- 大阪成蹊短期大学附属こみち幼稚園
- 豊里幼稚園
- 菅原天満幼稚園
- 淡路幼稚園
- 小松幼稚園
- 瑞光幼稚園
- 瑞光第二幼稚園
- 美鳩幼稚園

#### 東成区
- 聖美幼稚園
- 熊野幼稚園
- 深江幼稚園

#### 生野区
- 勝山愛和幼稚園
- 中川幼稚園
- 小路幼稚園
- 大東幼稚園
- 第一すみれ幼稚園
- 勝山愛和第三幼稚園
- 桃谷幼稚園
- 白菊幼稚園
- 勝山愛和第二幼稚園

#### 旭区
- 東高殿幼稚園
- 旭学園幼稚園
- 赤川幼稚園
- 新森幼稚園
- 恵泉幼稚園
- 大宮幼稚園
- あけのほし幼稚園
- 旭清水幼稚園
- 西高殿若葉幼稚園
- 千寿幼稚園

#### 城東区
- 放出幼稚園
- 関目聖マリア幼稚園
- 大阪信愛学院幼稚園
- 全愛幼稚園
- 蒲生幼稚園
- 野江幼稚園
- 中浜幼稚園

#### 阿倍野区
- 聖愛幼稚園
- 朝陽幼稚園
- 赤橋幼稚園
- 南大阪幼稚園
- 文の里幼稚園
- あべの翔学高等学校附属朝陽幼稚園
- 長池昭和幼稚園
- 金塚幼稚園
- グレース幼稚園
- 長池幼稚園
- 鶴ケ丘幼稚園
- 阿部野学園幼稚園
- 松虫幼稚園
- むつみ幼稚園

#### 住吉区
- よさみ幼稚園
- 建国幼稚園
- 長居幼稚園
- 愛児幼稚園
- 東よさみ幼稚園
- 美農里幼稚園（2010年閉園）
- 帝塚山学院幼稚園
- 遠里小野幼稚園
- あびこ幼稚園
- 清水幼稚園
- 東粉浜幼稚園
- 万代幼稚園
- ひまわり幼稚園

#### 東住吉区
- プール幼稚園
- 第二すみれ幼稚園
- 二葉幼稚園
- 城南学園幼稚園
- 勝山愛和第四幼稚園
- 今川幼稚園
- 育和学園幼稚園
- 大阪芸術大学附属照ケ丘幼稚園
- 育和学園生長幼稚園
- さつき幼稚園
- 田辺幼稚園
- 平和幼稚園
- 中野幼稚園

#### 西成区
- 岸の里幼稚園

#### 淀川区
- ひじり幼稚園
- 博愛社学園幼稚園
- 木川幼稚園
- ひかり幼稚園
- 大阪東邦幼稚園
- みつや・めぐみ幼稚園
- アケミ幼稚園
- みくにひじり幼稚園

#### 鶴見区
- 三愛幼稚園
- 鶴見菊水幼稚園
- 諸口幼稚園
- 鶴見幼稚園
- 念法幼稚園

#### 住之江区
- 開成幼稚園幼児教育学園（2011年南港さくら幼稚園より改称、閉園）
- 御崎幼稚園
- 加賀幼稚園
- アスール幼稚園
- 中かがや幼稚園
- 大和幼稚園
- 住の江幼稚園
- 南港幼稚園

#### 平野区
- 喜連東幼稚園
- 西平野幼稚園
- 東平野幼稚園
- 大阪常磐会大学付属常磐会幼稚園
- 喜連幼稚園
- 光源寺幼稚園

#### 北区
- 大淀幼稚園
- 太成学院天満幼稚園
- 中津相愛幼稚園
- 扇町同胞幼稚園

#### 中央区
- 東平幼稚園
- 中央なにわ幼稚園
- 城星学園幼稚園

### 堺市

#### 堺区
- 花田口聖母幼稚園
- 宝珠学園幼稚園
- 堺東幼稚園
- 開花幼稚園
- 湊はなぞの幼稚園
- 堺北幼稚園
- 湊幼稚園
- 三宝幼稚園
- 賢明学院幼稚園

#### 中区
- あおい幼稚園
- 泉光幼稚園
- 鈴の宮幼稚園
- 太平寺幼稚園
- 青英学園幼稚園
- 東百舌鳥幼稚園
- 美木幼稚園

#### 東区
- 大美野幼稚園
- 利晶学園幼稚園
- 菩提幼稚園
- 美木幼稚園

#### 西区
- 大阪芸術大学附属泉北幼稚園
- 船尾幼稚園
- 諏訪森幼稚園
- 浜寺聖書幼稚園
- 浜寺太陽幼稚園
- あかつき幼稚園
- 子宝幼稚園

#### 南区
- 宮山台幼稚園
- たけしろ幼稚園
- 青英幼稚園
- 大阪常磐会大学付属いずみがおか幼稚園
- 茶山台幼稚園
- 晴美台幼稚園
- 槇塚幼稚園
- 泉北光明幼稚園
- 桃山台幼稚園
- 原山台幼稚園
- 香梅幼稚園
- 赤坂台幼稚園
- 美木多幼稚園
- 新ひのお台幼稚園
- 御池台幼稚園
- 成晃ひかり幼稚園

#### 北区
- 長池昭和第二幼稚園
- 新金岡幼稚園
- なかよしの森幼稚園
- 中央幼稚園
- 光明幼稚園
- 金岡二葉幼稚園
- 新宝珠幼稚園

### 岸和田市
- 聖母幼稚園
- 春木カトリック幼稚園
- 岸和田いずみ幼稚園

### 豊中市
- 豊中愛光幼稚園
- 蛍池文化幼稚園
- 豊中幼稚園
- 東邦幼稚園
- 梅花幼稚園
- 神童幼稚園
- 豊中文化幼稚園
- 超光寺幼稚園
- 曽根幼稚園
- 仏光幼稚園
- 宮山幼稚園
- 豊中みどり幼稚園
- あけぼの幼稚園
- 春日荘聖マリア幼稚園
- 東豊中幼稚園
- 熊野田幼稚園
- 箕面自由学園幼稚園
- 緑ヶ丘幼稚園
- 服部幼稚園
- 庄本幼稚園
- 庄内幼稚園
- こうづしま幼稚園
- 城山幼稚園
- 穂積幼稚園
- 豊南幼稚園
- 小曽根幼稚園
- 服部みどり幼稚園
- 大阪音楽大学付属音楽幼稚園
- ラ・サンテ幼稚園
- くりのみ幼稚園
- せんりひじり幼稚園
- アソカ幼稚園
- みくま幼稚園
- 追手門学院幼稚園

### 池田市
- 石橋文化幼稚園
- 亀之森幼稚園
- 室町幼稚園
- 宣真幼稚園
- 池田五月山教会幼稚園
- カトリック聖マリア幼稚園
- 池田旭丘幼稚園
- 友星幼稚園

### 吹田市
- 朝日幼稚園
- 西吹田幼稚園
- 岸部敬愛幼稚園
- まこと幼稚園
- 藤ヶ丘幼稚園
- 関西大学幼稚園
- 山手幼稚園
- 千里山グレース幼稚園
- 千里山ナオミ幼稚園
- 千里丘学園幼稚園
- 玉川学園幼稚園
- ふじしろ幼稚園
- 青山幼稚園
- 千里幼稚園
- カトリックさゆり幼稚園
- 千里敬愛幼稚園
- 山田敬愛幼稚園

### 高槻市
- 高槻幼稚園
- 青い鳥幼稚園
- 桜ヶ丘幼稚園
- 白ばら幼稚園
- 高槻双葉幼稚園
- 高槻マリア・インマクラダ幼稚園
- 高槻わかば幼稚園
- のびてゆく幼稚園
- 日吉幼稚園
- 平安女学院幼稚園

### 貝塚市
- 木島幼稚園
- 清児幼稚園
- こぎ幼稚園
- 二色幼稚園
- 貝塚カトリック幼稚園

### 守口市
- 三郷幼稚園
- 早苗幼稚園
- 大阪国際大和田幼稚園
- 御幸幼稚園
- 守口幼稚園
- 寺方幼稚園
- 白百合幼稚園

### 枚方市
- うみのほし幼稚園
- 牧野幼稚園
- 浄幼稚園
- 鴻池学園第二幼稚園
- 勝山愛和香里ヶ丘幼稚園
- 清香学園幼稚園
- みょうぜん幼稚園
- 春日丘幼稚園
- うらら幼稚園
- くずはローズ幼稚園
- 敬応学園幼稚園
- 春日東野幼稚園
- 第2ローズ幼稚園
- 報徳幼稚園
- 東香里丘幼稚園
- 長尾幼稚園
- 楠京阪幼稚園
- くずは青葉幼稚園
- 鴻池学園第三幼稚園
- 樟葉幼稚園

### 茨木市
- 浪商幼稚園
- めぐみ幼稚園
- 茨木みのり幼稚園
- 彩都敬愛幼稚園
- 大阪常磐会大学付属茨木高美幼稚園
- 春日幼稚園
- 茨木東邦幼稚園
- 鮎川幼稚園
- 郡山敬愛幼稚園
- 安威幼稚園
- サニー幼稚園
- りんでん幼稚園
- 天王学園幼稚園

### 八尾市
- 清友幼稚園
- 白鳩幼稚園
- 竹渕幼稚園
- 八尾平和幼稚園
- 聖光幼稚園
- 志紀学園幼稚園
- みなみ幼稚園

### 泉佐野市
- 安松幼稚園
- 天使幼稚園

### 富田林市
- PL学園幼稚園
- 大阪芸術大学金剛幼稚園
- しろがね幼稚園
- 東金剛幼稚園
- 平成幼稚園

### 寝屋川市
- 香里幼稚園
- 成田幼稚園
- 寝屋川幼稚園
- 恵愛幼稚園
- 太秦幼稚園
- 旭学園第二幼稚園
- 三井中央幼稚園
- うちあげ幼稚園

### 河内長野市
- 清教学園幼稚園
- 大阪千代田短期大学附属幼稚園
- 錦渓幼稚園
- ひなぎく幼稚園
- 長野台幼稚園
- 奈良佐保女学院短期大学附属河内長野幼稚園
- くすのき幼稚園
- 勝山愛和青葉台幼稚園
- おしお幼稚園
- えぴーく幼稚園

### 松原市
- 松原ひかり幼稚園
- 松原宮前幼稚園
- 木の実幼稚園
- 美和幼稚園
- 星の光幼稚園

### 大東市
- 愛真幼稚園
- 四條畷学園幼稚園
- 住道幼稚園
- 朋来幼稚園
- 専応寺幼稚園
- 秀英幼稚園
- 大東中央幼稚園

### 和泉市
- あいしゅう幼稚園
- 和泉幼稚園
- 和泉カトリック幼稚園
- 和泉チャイルド幼稚園
- 和泉緑ヶ丘幼稚園
- 上代幼稚園
- 光明台幼稚園
- 新光明池幼稚園
- 鶴山台国際幼稚園
- 鶴山台明徳幼稚園
- 聖ヶ岡幼稚園
- ひばり幼稚園
- 双百合幼稚園

### 箕面市
- 若葉幼稚園
- 箕面学園附属幼稚園
- 牧落幼稚園
- アサンプション国際幼稚園
- 箕面桜ヶ丘幼稚園
- 箕面天使幼稚園（2010年閉園）
- 粟生幼稚園
- みすず学園森町幼稚園（2011年より、代わりに市立とどろみ幼稚園が閉園）

### 柏原市
- 関西女子短期大学付属幼稚園
- 第二白鳩幼稚園

### 羽曳野市
- 白鳩羽曳野幼稚園

### 門真市
- 大阪愛徳幼稚園
- すずらん幼稚園
- ふじ幼稚園
- さくら幼稚園
- 大阪ひがし幼稚園
- たちばな幼稚園
- だいわ幼稚園
- 門真めぐみ幼稚園

### 摂津市
- 大阪薫英女子短期大学附属かおり幼稚園
- 摂津ひかり幼稚園
- 三島幼稚園

### 高石市
- 清高幼稚園
- 伽羅橋幼稚園
- 浜寺幼稚園

### 藤井寺市
- 藤井寺カトリック幼稚園

### 東大阪市
- 青葉幼稚園
- 徳庵愛和幼稚園
- 朝陽ヶ丘幼稚園
- 進修幼稚園
- 西堤幼稚園
- 大阪桐蔭女子大学附属幼稚園
- 八戸の里幼稚園
- 森河内幼稚園
- 東大阪大学附属幼稚園
- みどり幼稚園
- 進修第二幼稚園
- 長栄幼稚園
- 大阪商業大学附属幼稚園
- 布施カトリック幼稚園
- 源氏ヶ丘幼稚園
- 桃の里幼稚園
- 花園幼稚園
- 松葉幼稚園
- 恵徳幼稚園
- 枚岡カトリック幼稚園
- 四葉幼稚園
- 石切山手幼稚園
- 鴻池学園幼稚園

### 泉南市
- 砂川幼稚園
- 砂川第二幼稚園

### 四條畷市
- 畷幼稚園
- 忍が丘幼稚園
- 星子幼稚園

### 交野市
- 交野幼稚園
- ほしだ幼稚園
- ひかりの子幼稚園
- 高岡幼稚園
- 開智幼稚園
- ふじがお幼稚園

### 大阪狭山市
- 大谷さやまこども園

### 阪南市
- 桃の木台幼稚園

### 三島郡
- 山崎幼稚園

### 豊能郡
- みどり丘幼稚園

### 泉南郡
- 熊取みどり幼稚園
- フレンド幼稚園
- 海星幼稚園
- 教円幼稚園

### 南河内郡
- やわらぎ幼稚園